# Dysschema arema
Dysschema arema là một loài bướm đêm thuộc phân họ Arctiinae, họ Erebidae.